# Jean de Baillet
Jean-Baptiste-François-Hyacinthe, comte de Baillet-Latour est un homme politique, né le 4 octobre 1757 à Anvers et mort le 7 août 1815 à Anvers.

## Biographie
Jean de Baillet est le fils de Bonaventure-Servais de Baillet, comte de Baillet La Tour, major d'infanterie au service de l’Autriche, et de Marie-Thérèse Cogels. Beau-frère de Ferdinand du Bois, il est le père de Joseph de Baillet, de Ferdinand François Xavier de Baillet (nl) et de Hyacinthe de Baillet, ainsi que le beau-père de Charles de Vaernewyck d'Angest et le grand-père de Charles de Baillet.
Il devint chef de l'Armenzorg (nl) d'Anvers en 1782 et conseiller de cette ville en 1784. Au déclenchement de la révolution brabançonne, il rejoint les statistes de Henri van der Noot et devient membre du comité qui prend le pouvoir à Anvers. 
En août 1790, lorsque les États généraux, transformés en Congrès souverain des États belgiques unis, recherchent du nouveau personnel politique, le comte de Baillet prend place à ce congrès. Il fait partie de la délégation qui se rend le 20 novembre 1790 à La Haye pour offrir une trêve conditionnelle au ministre plénipotentiaire autrichien Florimond de Mercy-Argenteau, puis, après la conquête du pays par Blaise Colomban de Bender, de la délégation qui procède à la reddition offerte.
Il reçoit l'amnistie et devient bourgmestre d'Anvers en 1793-1794, jusqu'à la conquête française après la bataille de Fleurus.